# Дольський Олександр Олександрович
До́льський Олекса́ндр Олекса́ндрович (рос. Дольский Александр Александрович, 7 червня 1938 р., Свердловськ) — радянський і російський бард, автор пісень і їх виконавець, гітарист, актор театра і кіно. Заслужений артист РРФСР (1989). Член Спілки драматургів. 

## Життєпис
Много доброго и злого мне приносит Ваше слово.
Только кажется мне снова, что я дорого за это заплачу.
Походить з артистичної родини. Батько — співак (драматичний тенор) Дольський Олександр Вікторович(1913–1990), заслужений артист РРФСР, соліст опери Свердловського академічного театру імені А. В. Луначарського, а потім Куйбишевського театру опери і балету. Мати — Дольська Єлизавета Олександрівна (1912 р. н.), балерина, випускниця Ленінградського академічного хореографічного училища імені А. Я. Ваганової.
Народився у місті Свердловськ. Закінчив середню школу. По закінченні школи працював слюсарем на свердловському заводі «Уралелектроапарат» (1956—1957). Артистичну кар'єру почав ще у дитинстві: співав у хорі хлопчиків у операх  «Кармен» та «Винова краля» Свердловського академічного театру, де працювали його батьки.
Вищу освіту отримав в Уральському політехнічному інституті 1963 року (будівельний факультет). Того ж року закінчив Свердловське музичне училище (клас гітари, керівник Володимир Савіних). Був аспірантом на інженерно-економічному факультеті в Уральському політехнічному інституті (1966—1969) і навіть викладав математичні методи студентам.
Брав активну участь у художній самодіяльності політехнічного інституту. Вже на першому курсі взявся бути конферансьє й музикантом у студентському оркестрі. Грав не тільки на гітарі, а й на контрабасі, саксофоні, банджо . Деякий час був солістом джаз-оркестру у місті Нижній Тагіл. Як виконавця-гітариста його помітив відомий на Уралі гітариста и педагог Л. А. Воінов, що сам запропонував займатися з молодим музикою для вдосконалення його майстерності. До репертуару Дольського увійшли технічно складні віртуозні музичні твори композиторів XX століття, зокрема Ейтор Вілла-Лобос, Енріке Гранадос, Ісаак Альбеніс.
Писати вірші почав складати в школі близько 1949 року. У 1950-х рр. брав участь у конкурсі артистів естради як гітарист, де здобув друге місце. Отримав атестаційне посвідчення як артист філармонії і и виконавець-інструменталіст на гітарі. У період 1962—1966 рр. розпочалася співпраця Дольського зі Свердловським драматичним театром, Свердловським ТЮГом, а також із театрами Омська, Новосибірська, Челябінська. Дольський був автором пісень до низки театральних вистав, для художніх и науково-популярних кінофільмів Свердловської кіностудії. 1967 року Дольський вперше виступав на московському телебаченні.
1968 року Олександр Дольський брав участь у Першому Всесоюзному фестивалі авторської пісні, що проводили на базі Академмістечка у Новосибірську. Невдовзі він брав участь у Фестивалі самодіяльної пісні імені Валерія Грушина (поле на озері Майстрюково, нині місто Самара), де став переможцем. У середині 1970-х рр. пісні Олександра Дольського набули всесоюзної популярності. Але це була напівзаборонена популярність, не підтримана радянською цензурою. Пісні цього періоду відносять до культури андеграунду, мало або не пов'язаної з офіційною, підтриманою державою культурою СРСР.
1974 року Олександр Дольський перебрався у Ленінград. Мав посаду старшого наукового співробітника Ленінградського НДІПІ містобудування. Власну концертну діяльність він не припиняв. Його помітив Аркадій Райкін і запросив на працю у Ленінградський театр мініатюр. У театрі мініатюр Дольський виступав і як актор, і як виконавець ліричних пісень. 1980 року до нього прийшло й офіційне визнання як співака і актора; фірма «Мелодія» видала прихильникам авторської пісні диск «Звезда на ладони» з піснями Олександра Дольського.
Лише з 1989 року Олександр Дольський отримав дозвіл на концертні виступи за кордоном і відвідав Чехію, Сербію, Німеччину, Голландію, Британію, Сполучені Штати, Австралію.
Одружений, має трьох синів.

## Друковані книги (російською)
- «Пока живёшь». Библиотечка журнала «Огонёк», 1988
- «Каменные песни». Художественная литература. Ленинградское отделение, 1990
- «Синий автопортрет». 1991
- «Четыре ангела». Харьков, 1991
- «Благословение». 1993
- «Я пришёл дать вам выпить, или Как я был Александром IV». 1994
- «Песни Одиссея». Санкт-Петербург, 1998
- «Свет небес». 1998
- «Летейское вино». 1999
- «Сонеты». Санкт-Петербург, 1999
- «Александр Дольский. Сочинения. Стихотворения». Локид-Пресс, серия «Голоса. Век XX», 2001
- «Беседы с Иисусом». Агентство «РДК — принт», 2001
- «Сонеты». Санкт-Петербург, 2002
- «Венки сонетов». Санкт-Петербург, 2003
- «Анна», віршований роман, 2005

## Фільмографія (двомовно)
- 1971 — «Мандрівний фронт» / рос. «Кочующий фронт» (Свердловськая к/с) — епізод
- 1979 — «Прощание с осенью» (музичний телефільм, Ленфільм) — виконавець пісень
- 1981 — «Спасибо за нелётную погоду» (музичний телефільм, Ленфільм) — виконавець пісень
- 1984 — «Інститут бабусь» / «Институт бабушек» (фільм-спектакль) — виконавець пісні рос. «От прощанья до прощанья» у фінальних титрах, за кадром
- 1987—1988 — «Игра с неизвестным» (документальний, к/с ім. Довженка)
- 1988 — «Два часа с бардами» (документальний, Мосфільм)
- 1990 — «Когда святые маршируют» (Ленфільм) — Віктор Іванович Кротов, вантажник у крамниці
- 1990 — «Новая Шахерезада» (Ленфільм) — Сергій Олексійович Воронцов, сусід

## Звання і нагороди
- Заслужений артист РРФСР (1989)
- Лауреат Державної літературної премії імені Булата Окуджави (2002)
- Член аматорського літературного об'єднання у складі Російського Міжрегіонального союза письменників (РМСП) (2007)